# Dissonanzen des Lebens
Dissonanzen des Lebens ist ein deutsches Stummfilmmelodram aus dem Jahre 1913 von Heinrich Bolten-Baeckers mit Rudolf Christians und Mizzi Parla in den Hauptrollen.

## Handlung
Der gefeierte Tenor Theo Conradi wird indirekt Opfer eines Hotelbrandes, weil er infolge der heftigen Rauchentwicklung seine Stimme verliert. Dies bedeutet den raschen Abstieg eines einst geachteten Künstlers. Conradi erhält keine Angebote mehr und gibt sich dem Alkohol hin. Schließlich findet er nur noch Beschäftigung als Hilfskraft auf einem Gemüsemarkt. Da begegnet er der jungen Maria Lange wieder, die er, als er noch umjubelt und gefeiert war, einst als Erzieherin kennen gelernt hatte. Maria verfügt über eine hübsche Gesangsstimme, und wenn er schon selbst nicht mehr auftreten kann, so denkt sich der Tenor, dann will er wenigstens Marias Stimme professionell ausbilden. Aus dieser Verbundenheit erwächst bald Liebe, und die beiden heiraten.
Doch einhergehend mit ihrem Aufstieg als Gesangsinterpretin muss Maria den unaufhaltbaren Niedergang ihres Gatten miterleben, der immer tiefer in die Gosse absinkt. Als Maria sieht, dass Theos Niedergang sie gleichfalls in den Abgrund zu ziehen droht, beschließt sie auf Abstand zu ihm zu gehen und nimmt ein Engagement an. Maria singt sich fortan von Triumph zu Triumph und erhält bald den Titel einer Kammersängerin. Währenddessen ist Conradi abgetaucht, und keiner weiß, wo er lebt und wie es ihm geht. Maria macht sich auf die Suche nach ihrem Mann. Da entdeckt sie ihn auf seiner niedrigsten Stufe, abgemagert, verwahrlost, verkommen und dem Wahnsinn verfallen. Ihr letzter Versuch, den einst gefeierten Tenor zu retten, bleibt erfolglos, und Theo Conradis Leben endet sprichwörtlich im tiefen Fall. 

## Produktionsnotizen
Dissonanzen des Lebens passierte die Filmzensur im September 1913 und wurde kurz darauf uraufgeführt. In Wien lief der Streifen am 7. November desselben Jahres an. Der Sechsakter besaß eine Länge von etwa 1780 Meter.

## Kritik
Die Kinematographische Rundschau schrieb, diese Produktion werde „in den beiden Hauptrollen wundervoll gespielt. Dazu ist der Film noch durch eine wirksame Inszenierung glänzend unterstützt. (…) Ein prachtvolles Bild mit herrlichen Gesellschaftsszenen, einem New Yorker Hotelbrand und Bildern aus dem Theaterleben.“. 